# Tebian Electric Apparatus
Tebian Electric Apparatus (TBEA) er en kinesisk producent af transformatorer og andet elektrisk udstyr, desuden udvikler af elektricitets-transmissionsprojekter. Virksomhedens hovedsæde ligger i Changji i Xinjiang. Sammen med konkurrenterne Tianwei Baobian Electric (TWBB) og XD Group, er det en af Kinas største producenter af transformatorer.
Virksomheden bygger transformatorer og udvikler transmissionslinjer på kontraktbasis.

## Internationale operationer
I Etiopien fik TBEA i 2009 tildelt en en kontrakt på udvikling af en transmissionslinje fra Gilgel Gibe III-dæmningen til Addis Ababa. I 2010 i Zambia underskrev det statsejede ZESCO en kontrakt med TBEA til en værdi på 334 mio. USD om etableringen af 330 kv stærkstrøms-transmissionslinjer.
Koncernen driver også en division i Gujarat i Indien, hvor der fremstilles transformatorer, solenergiudstyr og kabler. Den indiske division er registreret under selskabsnavnet TBEA Energy (India) Pvt Ltd og er målrettet markederne i Indien, Afrika, Mellemøsten og andre markeder.